# Midi In Midi Out
『Midi In Midi Out』（ミディ・イン・ミディ・アウト）は、SUGIURUMNのデビュー10周年を記念したメモリアルアルバムである。

## 解説
- スギウラム10周年記念アルバムの第2弾となる今作はミディに在籍した頃に発表した楽曲のセルフリミックスを収録のほか、新曲を5曲収録。
- 本作ではボーカルトラックがひとつも収録されていない。
- 本作発売から2週間後にベストアルバム『Do You Remember That Night?』がリリースされる。

## 収録曲
1. Caution
  - (00:04)
2. Emperor (Sugiurumn 2010 Mix)
  - 原曲は『Life Ground Music』に収録されている。
  - (08:45)
3. Addiction (Original Mix)
  - 新曲
  - (07:39)
4. Sugiurumn In The Grind House (Original Mix)
  - 新曲
  - (08:10)
5. Deckard (Original Mix)
  - 新曲
  - (07:41)
6. Phantom (Original Mix)
  - 新曲
  - (08:41)
7. Hanged Man (Original Mix)
  - 新曲
  - (07:21)
8. The Right Place In The Right Time (Sugiurumn 2010 Mix)
  - 原曲は『MUSIC IS THE KEY OF LIFE』に収録されている。
  - (07:52)
9. Night Music (Sugiurumn 2010 Balearic Dub)
  - ダブバージョンのためボーカルは省かれている。原曲はシングル『Night Music』のほか、アルバム『Life Ground Music』に収録されている。
  - (09:24)
10. Snow Magic (Sugiurumn 2010 Mix)
  - 原曲は『MUSIC IS THE KEY OF LIFE』に収録されている。
  - (06:34)